# موسيتا فاندر
موسيتا فاندر (بالإنجليزية: Musetta Vander)‏ هي عارضة وممثلة جنوب أفريقية، ولدت في 26 مايو 1963 في جنوب أفريقيا.

## أعمال

### أفلام
- (1997)  إبادة[5]
- (1999) برية الغرب المتوحش[6]
- (2000) يا أخي، أين أنت؟[7][8][9]

### مسلسلات
- موردر
- هاواي فايف أو

## وصلات خارجية
- موسيتا فاندر على موقع IMDb (الإنجليزية)
- موسيتا فاندر على موقع روتن توميتوز (الإنجليزية)
- موسيتا فاندر على موقع ألو سيني (الفرنسية)
- موسيتا فاندر على موقع أول موفي (الإنجليزية)
- موسيتا فاندر على موقع قاعدة بيانات الأفلام السويدية (السويدية)
- موسيتا فاندر على موقع إن إن دي بي (الإنجليزية)
- موسيتا فاندر على موقع قاعدة بيانات الفيلم (الإنجليزية)
- موسيتا فاندر على موقع كينوبويسك (الروسية)